# Nokia 5310 XpressMusic
Nokia 5310 — мобильный телефон компании «Nokia» из линейки XpressMusic, выпущенный в четвёртом квартале 2007 года. Меньше сантиметра толщиной и доступен с голубой, красной, фиолетовой, розовой, оранжевой, серебристой или чёрной отделкой, основной корпус окрашен в серый, чёрный или белый цвета. В США распространяется через компанию T-Mobile, в Канаде через Rogers Wireless, в Великобритании через Vodafone, O2, Orange и T-Mobile. Имеет множество специфических функций, позволяющих с комфортом прослушивать музыку (например, отдельные кнопки на корпусе для плеера), а также 2,0-мегапиксельную камеру. При толщине 9,9 мм, это один из немногих мобильных телефонов толщиной менее 1 см. Это один из самых лёгких когда-либо произведённых телефонов Nokia (71 г).

## КакКПК
Телефон имеет базовые функции органайзера, включая календарь, список дел и заметки. Всё это и телефонную книгу можно синхронизировать с календарём ПК, например iCal по Bluetooth. Как музыкально-ориентированный телефон он поставляется с отдельным звуковым чипом, который обеспечивает лучшее качество звука, а также с тремя музыкальными кнопками: проигрывать (пауза), следующий трек и предыдущий трек. Эти кнопки могут активировать музыкальный проигрыватель на телефоне в течение почти всех других видов деятельности, таких как отправка текстовых сообщений и изменения настроек. С помощью прилагаемой гарнитуры он может играть FM-радио и принимать звонки с помощью кнопки гарнитуры. 5310 также имеет WAP 2.0 / XHTML, а также возможности HTML.

## Характеристики
| Диапазоны частот           | GSM 850 GSM 900, GSM 1800, GSM 1900, EDGE                                                                                           |
| Тип корпуса                | моноблок |
| Платформа                  | Series 40 |
| Антенна                    | встроенная |
| Уровень SAR                | 0,98 |
| Вес                        | 71 г |
| Размеры                    | 103,8x44,7x9.9 мм. |
| Звонки                     | |
| Тип мелодий                | Полифонические 64-тональные, MP3, WMA, AAC, eAAC+, AMR, MIDI                                                                        |
| Виброзвонок                | есть |
| Связь                      | |
| Интерфейсы                 | Bluetooth 2.0 + EDR, A2DP, micro-USB 2.0, встроенный модем                                                                          |
| Доступ в интернет          | WAP 2.0, GPRS class 32, EDGE class 32, HSCSD, HTML-браузер XHTML, TCP/IP, встроенный браузер Opera Mini                             |
| Сообщения                  | |
| Сообщения                  | SMS, MMS, Email: IMAP4, POP3, SMTP                                                                                                  |
| Другие функции             | |
| Управление                 | Голосовое управление, команды |
| Автодозвон                 | есть |
| Ожидание вызова            | есть |
| Функция громкой связи      | есть |
| 3,5 mm                     | есть |
| Video выход                | нет |
| FM radio                   | есть, stereo, RDS |
| Память                     | 30 Mb встроенная, разъём для TransFlash, microSD (до 8 Gb), возможность «горячей» замены                                            |
| Дополнительная информация  | |
| Комплектация               | наушники, зарядное устройство, кабель USB, 1 Gb Micro SD в стандартной комплектации колонка md 9                                    |
| Экран                      | |
| Тип экрана                 | 2,0" TFT |
| Размер изображения         | 240×320 пикс. |
| Количество цветов          | 262144. |
| Мультимедийные возможности | |
| Встроенная фотокамера      | 2 Мп |
| Разрешение                 | UXGA (1600 x 1200) |
| Zoom                       | x 4 цифровой |
| Видео                      | Есть , QCIF (176x144) 15 fps, возможность записи видео со звуком                                                                    |
| FM-тюнер                   | есть |
| Поддерживаемый формат      | Audio : MP3, AAC, AAC+, eAAC+, AMR, WMA. Video : 3GPP (3gp), H.263, MPEG4 (mp4)                                                     |
| Тип аккумулятора           | BL-4CT Li-Ion 860 mAh 3,7 V 3,2 Wh                                                                                                  |
| Время разговора            | до 8 ч. |
| Время ожидания             | до 288 ч. |
| Органайзер                 | Вибровызов, часы/ дата, будильник, секундомер, калькулятор, конвертер валют, конвертер величин, список напоминаний, заметки, таймер |